# Nobuko Yoshiya
Nobuko Yoshiya (吉屋 信子 Yoshiya Nobuko?,  Japón, 12 de enero de 1896-11 de julio de 1973) fue una novelista japonesa activa durante los periodos Taisho y Showa. Fue una de las escritoras del Japón moderno más exitosas comercialmente, especializada en novelas románticas serializadas y ficción para jóvenes adolescentes. A su vez, se consagró como una de las pioneras en la literatura lésbica japonesa, incluyendo el género Clase S. 

## Orígenes
Yoshiya nació en la Prefectura de Niigata, pero creció en las ciudades de Mooka y Tochigi, en la Prefectura de Tochigi. Era hija única, y sus padres provenían de familias de samuráis. Su carrera literaria se inició durante su adolescencia.

## Obra literaria
Su producción está muy ligada a temas de sexología contemporánea. Una de sus primeras obras fue Hana monogatari ("Cuentos de flores", 1916-1924), una serie de cincuenta y dos relatos de amistades románticas que se hicieron populares entre estudiantes escolares del género femenino. La mayoría de las relaciones que se presentaban en los Cuentos de flores se caracterizaban por el deseo a distancia, el amor no correspondido o los finales tristes. Describen el deseo de las relaciones lésbicas de una manera casi narcisista a través del uso de un relato como dentro de una ensoñación. 
Yaneura no nishojo ("Dos vírgenes en el ático", 1919) es una obra semi-biográfica que describe las situaciones amorosas de compañeras de habitación. En la última escena, las jóvenes deciden vivir juntas. Este trabajo ataca un estilo de sociedad machista sugiriendo la idea de dos mujeres como pareja luego de terminar su educación secundaria, y presenta una fuerte actitud feminista a la vez que revela la propia orientación lesbiana de Yoshiya. 
Su obra Chi no hate made ("Hasta el final del mundo", 1920) le hizo acreedora del premio literario por la asociación Osaka Asahi Shimbun y refleja en ella alguna de sus influencias cristianas. 
En 1925 comenzó su propio magazine, Kuroshoubi (Rosa negra) pero descontinuó su publicación al cabo de ocho meses. 
Los trabajos más destacados de Yoshiya incluyen Onna no yujo ("Amistades entre mujeres", 1933-1934), Otto no Teiso ("La castidad de un marido", 1936-1937), Onibi ("Fuego demoníaco", 1951), Atakake no hitobito ("La familia Ataka". 1964-1965), Tokugawa no fukintachi ("Mujeres Tokugawa", 1966) y Nyonin Heike ("Las damas de Heike", 1971).
Aunque no toda la obra de Yoshiya se centra en temas de homosexualidad femenina, en obras melodramáticas de su autoría con un argumento de heterosexualidad a nivel básico se puede distinguir su aversión al matrimonio. Su estilo de escritura está marcado por el uso de onomatopeyas, símbolos de exclamación y otras marcas inusuales diacríticas que fueron consideradas estéticamente bellas por sus lectoras y formaron parte de un movimiento que introdujo lenguaje realístico en las historias. Su uso de imágenes literarias especialmente en el armado de escenas en lugares inesperados, como un ático o un balcón, ayudaron a la atmósfera melodramática de sus relatos.  
Las historias de Yoshiya fueron consideradas textos "respetables", aceptables para el consumo de jóvenes y mujeres de todas edades ya que los lazos lésbicos eran tratados como relaciones platónicas emocionalmente intensas que no tenían otro destino más que el ser ocultadas tras la graduación de la escuela, el casamiento o la muerte. Esto se explica en parte por la idea moderna de que el "amor del mismo sexo" es una parte normal y pasajera dentro del desarrollo femenino que redirige hacia la heterosexualidad y la maternidad. 
Yoshiya no mantuvo en ningún momento en secreto su relación de toda la vida con su pareja, Kadoma Chiyo y, a diferencia de muchas personalidades públicas, nunca se negó a revelar detalles de su vida personal a través de fotografías, entrevistas y ensayos a nivel personal. 
Vivió en Kamakura, en la Prefectura de Kanagawa durante la Segunda Guerra Mundial. En 1962 se construyó una casa de estilo tradicional en madera con un típico jardín japonés en una ubicación tranquila, la cual legó a la ciudad de Kamakura tras su muerte para ser usada para promocionar actividades culturales y educacionales para mujeres. La casa hoy se llama Museo Conmemorativo Yoshiya Nobuko y aún preserva intacto su estudio privado como también algunos manuscritos y la exposición de sus objetos favoritos para el visitante. El museo abre sus puertas solo dos veces al año, a comienzos de mayo y noviembre por el período de tres días.